# Kostolac
Kostolac (em cirílico:Костолац) é uma vila da Sérvia localizada às margens do Danúbio no município de Požarevac, pertencente ao distrito de Braničevo, na região de Stig. A sua população era de 9313 habitantes segundo o censo de 2002. Kostolac é o centro da área de Stig e local de usinas termo-elétricas e minas de carvão.

## Demografia
Grupos étnicos na cidade (censo de 2002):
- Sérvios = 6.913
- Ciganos = 1.756
- outros

## História
Viminácio, uma grande cidade da província romana da Mésia e capital da Mésia Superior estava situada nesta localização.
Đorđe Vajfer abriu as minas de carvão em Kostolac. Durante a Segunda Guerra Mundial, os alemães construíram a primeira usina"Mali Kostolac" ("pequena Kostolac").

## Características
Próximo a Kostolac está o sítio arqueológico de Viminácio, uma cidade do Império Romano com ruas, luxuosas vilas, banhos e um anfiteatro, recentemente aberto ao público.

## Demografia
| 1948  | 1953  | 1961  | 1971  | 1981  | 1991   | 2002  |
| ----- | ----- | ----- | ----- | ----- | ------ | ----- |
| 2 946 | 4 332 | 4 981 | 6 678 | 9 274 | 10 365 | 9 313 |